# Anikó show
A szócikk címe technikai okok miatt pontatlan. A helyes cím: Anikó #show.
Az Anikó #show egy magyar kibeszélőshow, amelyet az RTL Gold sugároz. Az első adást 2017. július 3-án sugározta a csatorna. A műsor hétköznap délutánonként jelentkezik, műsorvezetője Nádai Anikó.

## Fogadtatása
A HVG kritikusa negatívan írt a műsorról: „Az RTL Goldnál azt gondolták, hogy ha befújják aranyfüsttel a rozsdamarta Mónika Show-t, azzal az új retrocsatornájukhoz láncolhatják a hashtag-generáció háziasszonyait. De az Anikó #show még piritnek is kevés.”